# Balle (Syddjurs Kommune)
 For alternative betydninger, se Balle. (Se også artikler, som begynder med Balle)
Balle er en by på Djursland med 547 indbyggere  (2024), beliggende 13 km syd for Grenaa og 19 km nordøst for Ebeltoft. Byen ligger i Region Midtjylland.
Anni Pedersen indrettede omkring 1970 sin frisørsalon i hjemmets garage i Balle. Den gamle By i Aarhus overtog i 2010 inventaret for at indrette Salon Anni som tidstypisk frisørsalon i museets 1974-by.

## Sogne, kommuner og kirker
Det oprindelige Balle hører til Rosmus Sogn, som nu hører til Syddjurs Kommune (i 1970-2006 Ebeltoft Kommune). Mod sydøst er Balle vokset sammen med landsbyen Hoed med ca. 43 indbyggere. Den hører til Hoed Sogn, som nu hører til Norddjurs Kommune (i 1970-2006 Grenaa Kommune). Hoed Kirke ligger i Hoed og altså i den sammenvoksede by, men Rosmus Kirke ligger i landsbyen Rosmus 3 km sydvest for Balle.

## Faciliteter
Rosmus Skole ligger 3 km sydvest for Balle og har ca. 300 elever, fordelt på 0.-9. klassetrin. I 2007 blev børnehaverne i Tirstrup og Balle ledelsesmæssigt lagt ind under Rosmus Skole. I 2012 blev de også fysisk lagt sammen ved at Rosmus Børnehus blev opført ved skolen, som samtidig fik egen træningshal. Børnehuset kan rumme 70 børnehavebørn og 16 vuggestuebørn. Skolen og børnehuset har tilsammen 85 ansatte.
Hoed Kro har selskabslokaler med plads til op mod 200 personer samt krostue. Kroen er åben for selskaber og leverer mad ud af huset.

## Historie
I 1682 bestod landsbyen af 15 gårde og 3 huse med jord. Det samlede dyrkede areal udgjorde 588,2 tønder land skyldsat til 78,89 tønder hartkorn. Dyrkningsformen var græsmarksbrug med tægter.

## Balleskatten
Ved udgravningen til en ny parkeringsplads ved postkontoret fandtes 12. februar 1968 Balleskatten, der blandt andet indeholdt et stort sølvbæger med ikke mindre end 12.121 mønter.

### 1800-tallet
Hoed Kro blev kongelig privilegeret landevejskro i 1841. Kroens navn kan spores tilbage til 1400-tallet og er set på en fæstekontrakt fra Glatved i 1756. Den nuværende kro er opført i 1857 fordi kroen brændte året før. Titlen "kongelig privilegeret" gik tabt ved en konkurs i 1957 og kan ikke generhverves.
I 1875 beskrives Balle således: "Balle ved samme Landevei [fra Grenaa til Ebeltoft] med Veir- og Vandmølle". Hoed beskrives således: "Hoed med Kirke og Kro med Kjøbmandshandel, Kalkbrænderi og Teglværk, ved samme Landevei".
I 1901 beskrives Balle således: "Balle (Vester-B.; 1492: Ballord) med Skole, Forsamlingshus (opf. 1895), Andelsmejeri, Vand- og Vejrmølle samt Jærnbanest." Hoed beskrives således:"Hoed (1183: Hagethuet, 1257 : Hagæthwet) med Kirke, Kro og Købmandshdl."

### Ebeltoftbanen
Balle fik station på Ebeltoft-Trustrup Jernbane, der blev åbnet i 1901. Stationen blev tegnet af arkitekt Heinrich Wenck. Det var banens største mellemstation, for området mellem Rosmus og Balle havde store forekomster af Glatvedkalk, der er velegnet som bygningskalk, bl.a. til mørtel. Biprodukter fra kalkudvindingen var skærver, der bl.a. blev brugt til anlæg af dobbeltsporet på jernbanen mellem Lunderskov og Aalborg, og flintesten, der bl.a. kunne bruges til møllehjul.
I starten blev kalken kørt væk fra området, bl.a. til et kalkværk i Grenaa, men senere blev der etableret store kalkværker i selve området, hvilket også betød, at banen fik store transporter af kul til brænding af kalken. Også en asfaltbetonfabrik blev opført. Alle disse aktiviteter skabte bydelen Ny Balle sydvest for Balle. Her blev i 1925 oprettet et trinbræt, som i 1935 blev udvidet til godsstation.
Ebeltoftbanen blev nedlagt i 1968. Stationsbygningen i Balle er bevaret på Stationsvej 1. Syd for stationen går der mellem Vestergade og Søndervang en sti, der følger banens tracé på en høj dæmning over Ballemølle A. Længere mod syd kan man se et stykke banedæmning langs Søndervang.

### Folketal
Pr. 1. januar.
| 1911 | 1916 | 1921 | 1925 | 1930 | 1935 | 1940 | 1945 | 1950 | 1955 | 1960 |
| ---- | ---- | ---- | ---- | ---- | ---- | ---- | ---- | ---- | ---- | ---- |
| 275  | 319  | 306  | 323  | 349  | 321  | 400  | 434  | 443  | 394  | 376  |